# David Alymer Scott
David Alymer Scott (* 2. Oktober 1892 in Kincardine (Ontario); † 18. November 1971 in Toronto) war ein kanadischer Biochemiker.
Scott war der Sohn eines schottischen Farmers und sprach Gälisch als Erstsprache in seiner Familie. Scott studierte ab 1914 Chemie und Mineralogie an der University of Toronto und ging dann in die Chemieindustrie. 1919 kehrte er an die Universität Toronto zurück und befasste sich besonders mit Biochemie. 1920 erhielt er den Bachelor-Abschluss, arbeitete wieder in der Industrie (diesmal der Papier-Industrie), war an der McGill University und der Queen’s University in Kingston, bevor er 1922 zu Charles Best an dessen Labor in Toronto kam und mit diesem an der Insulin-Isolierung arbeitete. 1922 erhielt er den Master-Abschluss und 1925 wurde er promoviert. 1928 war er ein Jahr bei Charles Robert Harington an der Medizinischen Fakultät des University College London und bestätigte durch Kristallisierung von Insulin die Ergebnisse von John Jacob Abel, dem dies auch 1925 an der Johns Hopkins University gelang, was aber bezweifelt worden war. Er befasste sich auch weiter mit Insulin und fand unter anderem die Kristallisation als Komplex mit Zink, Nickel, Cobalt oder Cadmium. 1933 gelang ihm die Kristallisation von Heparin.
1949 wurde er Fellow der Royal Society.